# Rua Izahia Cecim Calixto
A Rua Izahia Cecim Calixto, localizada na capital paranaense, é uma homenagem ao poeta e sua família libanesa, Cecim Calixto.
A rua integra o Conjunto Residencial Mercúrio, construído em meados da década de 1970, no extremo leste da capital paranaense e pertencente ao bairro Cajuru. O conjunto foi projetado e construído pela Cohalar (Cooperativa Habitacional de Integração dos Assalariados de Curitiba) e financiado pelo antigo BNH (Banco Nacional de Habitação).
A ”Izahia Cecim Calixto” possui uma extensão de 235 metros iniciando-se na intersecção da Avenida Jornalista Aderbal Gaertner Stresser e terminando na via férrea. Ambas as extremidades desta rua são consideradas “rua sem saída”.
Rua tipicamente residencial, a ”Izahia Cecim Calixto” é entrecortada pela Rua Deputado Acyr José que é considerada umas das principais ruas do Conjunto R. Mercúrio.

## História
A ”Izahia Cecim Calixto”  é a primeira e única denominação desta rua desde sua inauguração em 1976. Através da iniciativa de Ruy Carneiro Teixeira que apresentou um projeto de lei (n° 245) em 1975, o projeto foi sancionado pelo então prefeito da cidade, Saul Raiz, em 17 de dezembro de 1975 sob a lei ordinária n° 5279/1975.

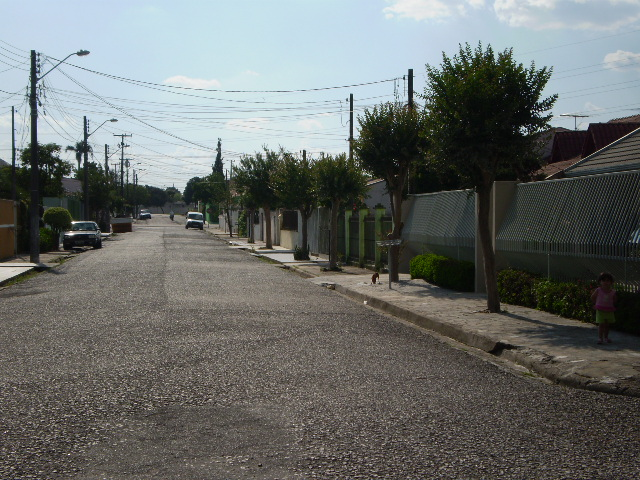
Rua Izahia Cecim Calixto no Conjunto Residencial Mercúrio – rua tipicamente residencial